# Margretheskolen (folkeskole)
 For alternative betydninger, se Margretheskolen. (Se også artikler, som begynder med Margretheskolen)
Margretheskolen ligger ved Gundsømagle på Østsjælland i den nordlige del af Roskilde Kommune. Skolen betjener byerne Gundsømagle og Jyllinge.